# LocoRoco
LocoRoco (ロコロコ, rokoroko) est un jeu vidéo de plates-formes développé par SCE Japan Studio et édité en 2006 sur PlayStation Portable. Le jeu a été conçu par Tsutomu Kouno.

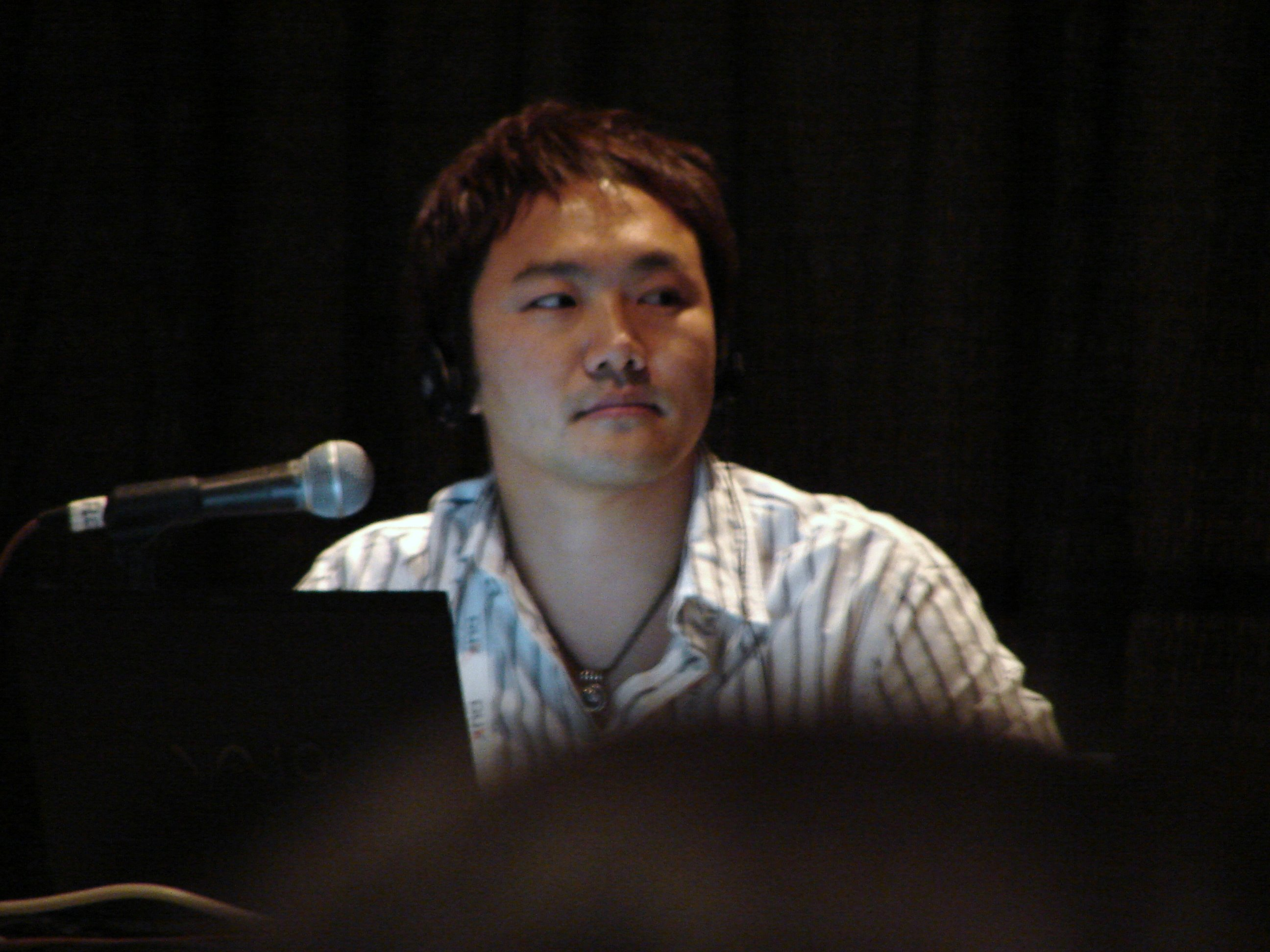
Tsutomu Kouno, créateur principal du jeu.

LocoRoco Remastered est sorti en 2017 sur PlayStation 4.

## Histoire du jeu
Sur une planète lointaine vivent les LocoRocos, des créatures rondes qui adorent chanter partout. Mais une menace approche : l'avènement des Mojas, ennemis jurés et dévoreurs de Locorocos. Le joueur, qui incarne la planète des LocoRoco, doit balancer le décor de gauche à droite jusqu'à l'objectif afin de mettre un terme à l'invasion des Mojas.

## Le but du jeu
LocoRoco est une créature patatoïde, dont il existe plusieurs couleurs à la manière des Barbapapas et qui s'aventure dans différents paysages afin de récupérer des bonus à la manière de Sonic. Toutes les caractéristiques de ce personnage se retrouvent dans le jeu Gish de Chronic Logic.
Le LocoRoco roule sur les décors et différents éléments organiques aux propriétés physiques diverses : durs, mous, collants ou glissants, que le joueur fait pencher à gauche ou à droite à l'aide des boutons L et R de la PSP.
Lorsque le personnage mange certaines fleurs, il grossit. Quand il est trop gros pour passer à certains endroits, il est possible de le séparer en autant de petits ballons qu'il a mangé de fleurs en appuyant une fois rapidement sur la touche Rond, via un éclair. Il est ensuite possible de le réassembler avec le bouton Rond en appuyant suffisamment longtemps pour que tous les LocoRocos se rassemblent à nouveau.
Différents éléments du décor le divisent temporairement : des flux d'air, des grilles ou il est pressé, etc.
Lorsque le personnage touche des éléments piquants, il se divise, et ses parties disparaissent au fur et à mesure. Le personnage doit les retoucher pour conserver sa taille. On retrouve là le concept des anneaux de Sonic ou des champignons de Mario.
Les aventures se déroulent sur les différents continents (les différents mondes de la planète des LocoRoco), dans des bois, dans des organismes vivants, dans de l'eau ou dans des grottes.

## Caractéristiques du jeu
Relativement innovant, il s'agit d'un jeu 100 % en 2D vectorielle, avec beaucoup de simulation physique et d'interaction entre les éléments. Différentes musiques dans des langues incertaines représentent les cultures des différents continents.

## Accueil

### Récompenses
Interactive Achievement Award • Composition musicale originale

Interactive Achievement Award • Jeu pour enfant

BAFTA Games Award 2006 • Jeu pour enfant

BAFTA Games Award 2006 • Personnage

IGN • Composition musicale originale

## À noter
- Une démo jouable japonaise du jeu est sortie le 25 avril 2006, soit en même temps que la version 2.70 du firmware de la PlayStation Portable (PSP). En France, cette même démo a été proposée avec la sortie du firmware 2.71.

### Entretiens avec Tutomu Kouno
(en + ja) Entretien avec Tsutomu Kouno, le concepteur du jeu, sur Gamevideos.com et sur Google.com
(en) « LocoRoco Cocoreccho! Interview », sur GameSpy entretien écrit avec Tustomu Kouno